# Tempesta blanca
 Tempesta blanca  (White Squall) és una pel·lícula estatunidenca de Ridley Scott estrenada el 1996. La pel·lícula és adaptació del llibre The Last Voyage of the Albatross de Charles Gieg Jr. i Felix Sutton. Basat en fets reals, aquest llibre relata la tragèdia del veler Albatross: el 1961 aquest vaixell es va enfonsar bruscament a l'altura de Florida, emportant-se amb ell 6 dels 19 membres de la tripulació. Segons els testimonis dels supervivents, van ser presos en una increïble tempesta, mentre que el temps era excel·lent i tranquil. Ha estat doblada al català.

## Argument
13 adolescents embarquen sobre el veler l'Albatros per a 8 mesos, sota els ordres del prudent i astut capità Sheldon. Durant aquest viatge, aprendran a conèixer-se i descobrir-se, entre amistat i rivalitat...

## Repartiment
- Jeff Bridges: Capità Christopher "Skipper" Sheldon
- Caroline Goodall: Dra. Alice Sheldon
- John Savage: McCrea, un mariner de l'Albatross / Professor d'anglès
- Scott Wolf: Charles "Chuck" Gieg / Narrateur
- Jeremy Sisto: Frank Beaumont
- Ryan Phillippe: Gil Martin
- David Lascher: Robert March
- Eric Michael Cole: Dean Preston
- Jason Marsden: Shay Jennings
- David Selby: Francis Beaumont
- Julio Oscar Mechoso: Rodard Pascal, cuiner de l'Albatross
- Željko Ivanek: El capità dels guardacostes Sanders
- Balthazar Getty: Tod Johnstone
- Ethan Embry: Tracy Lapchick

## Al voltant de la pel·lícula
- El vaixell utilitzat a la pel·lícula és el Eye of the Wind, construeix el 1911, ja utilitzat en L'estany blau (1980), a Savage Island (1985) o a Tai-Pan (1986).[3]
- La pel·lícula és dedicada a la memòria de les víctimes de la tragèdia de l'Albatross: Alice Sheldon, George Ptacnik, Rick Marsellus, Robin Wetherall, John Goodlett i Chris Coristine.